# Смітвілл (Джорджія)
Смітвілл (англ. Smithville) — місто (англ. city) в США, в окрузі Лі штату Джорджія. Населення — 593 особи (2020).

## Географія
Смітвілл розташований за координатами 31°54′4″ пн. ш. 84°15′19″ зх. д. / 31.90111° пн. ш. 84.25528° зх. д. (31.901101, -84.255175).  За даними Бюро перепису населення США в 2010 році місто мало площу 6,59 км², уся площа — суходіл.

## Демографія
Згідно з переписом 2010 року, у місті мешкало 575 осіб у 204 домогосподарствах у складі 142 родин. Густота населення становила 87 осіб/км².  Було 237 помешкань (36/км²).
Расовий склад населення:
| - 75,0 % — чорних або афроамериканців - 23,5 % — білих - 1,0 % — корінних американців - 0,2 % — азіатів |

До двох чи більше рас належало 0,3 %. Частка іспаномовних становила 0,9 % від усіх жителів.
За віковим діапазоном населення розподілялося таким чином: 26,1 % — особи молодші 18 років, 64,3 % — особи у віці 18—64 років, 9,6 % — особи у віці 65 років та старші. Медіана віку мешканця становила 39,1 року. На 100 осіб жіночої статі у місті припадало 78,6 чоловіків;  на 100 жінок у віці від 18 років та старших — 75,6 чоловіків також старших 18 років.
Середній дохід на одне домашнє господарство  становив 45 942 долари США (медіана — 40 000), а середній дохід на одну сім'ю — 56 012 долари (медіана — 60 833). За межею бідності перебувало 21,1 % осіб, у тому числі 20,1 % дітей у віці до 18 років та 0,0 % осіб у віці 65 років та старших.
Цивільне працевлаштоване населення становило 147 осіб. Основні галузі зайнятості: освіта, охорона здоров'я та соціальна допомога — 21,8 %, виробництво — 17,0 %, роздрібна торгівля — 13,6 %, публічна адміністрація — 11,6 %.